# Кирсанов
Кирсанов (на руски: Кирсанов) е град в Русия, административен център на Кирсановски район, Тамбовска област. Населението на града към 1 януари 2018 година е 16 409 души.